# Metoda intuicyjna
Metodę intuicyjną rozumie się jako działalność naukową czysto umysłową; polega ona wtedy na rozważeniu pojęć, przypuszczeń, problemów lub projektów. Jest składnikiem zawsze i koniecznie obecnym w metodzie naukowej. Staje się potrzebna do uzasadnienia problemu, wyboru każdej metody badawczej, wskazania założeń, ustalenia hipotez. Byłaby wtedy tożsama z myśleniem. 
Intuicja etymologicznie to przypatrywanie się umysłowe pewnemu przedmiotowi. Może być rozumiana jako pierwotna forma poznawania umysłowego; poznawania wstępnego, tymczasowego, niedoskonałego. Pozwala na pewne zarysowe, niedokładne zrozumienie związku pojęć lub zjawisk. W takim rozumieniu stale towarzyszy pracy naukowej. Przeważa wtedy, gdy badacz poprzestaje na domysłach i przypuszczeniach, nie siląc się na ich sprawdzenie czy udowodnienie – w pracach koncepcyjnych, szczególnie tych przedstawiających jedynie pogląd hipotetyczny na daną sprawę. Zazwyczaj pogląd ten jest oparty na osobistym doświadczeniu autora. Idąc tym tropem, metoda intuicyjna to sposób pracy naukowej, w którym argumenty do twierdzeń ogólnych są czerpane z doświadczenia osobistego.
Sprawdzianem ostatecznym dla prac naukowych opartych na tej metodzie są wyniki badań późniejszych; częściowo można już się przekonać o wartości takiej pracy według stopnia zgodności zawartych w niej twierdzeń z ustaloną już wiedzą naukową i z bieżącym stanem problematyki naukowej.